# Decaschistia pulchra
Decaschistia pulchra là một loài thực vật có hoa trong họ Cẩm quỳ. Loài này được Ridl. mô tả khoa học đầu tiên năm 1911.